# Flughafen Victoria Falls

i7
i11
i13
Der Internationale Flughafen Victoria Falls (englisch Victoria Falls International Airport, IATA-Code: VFA, ICAO-Code: FVFA) ist der internationale Flughafen von Victoria Falls in Simbabwe. Er wird von der Civil Aviation Authority of Zimbabwe (CAAZ) betrieben.

## Geschichte
Der Flughafen wurde zwischen 2014 und 2015 für 150 Millionen US-Dollar komplett saniert und um ein Flughafenterminal erweitert.

## Fluggesellschaften und Ziele
Vom Flughafen wird von nationalen und internationalen Fluggesellschaften unter anderem aus Namibia, Südafrika und Kenia bedient. Außerdem fliegen Eurowings, sowie Discover Airlines (beides LH-Töchter) saisonal von Frankfurt a. M. den Flughafen an.